# Federación Uruguaya de Taekwondo
Die Federación Uruguaya de Taekwondo ist der nationale Taekwondo-Verband Uruguays.
Die Federación Uruguaya de Taekwondo wurde 1980 gegründet. Erster Präsident war Jorge Flores. 1983 wurden die in einem 1981 begonnenen Entwicklungsprozess aufgestellten Verbandsstatuten seitens des Uruguayischen Bildungs- und Kulturministeriums (Ministerio de Educación y Cultura) anerkannt. 1984 folgte auch die Anerkennung des Taekwondo-Verbandes seitens der Comisión Nacional de Educación Física als „leitende Körperschaft und Rektor des Taekwondo in Uruguay“ mit allen implizierten Rechten und Pflichten. Im Folgejahr wurde die Federación Uruguaya de Taekwondo als Vollmitglied in die Unión Panamericana de Taekwondo aufgenommen. 1986 wurde auch der Status als Vollmitglied im Comité Olímpico Uruguayo erreicht und ist damit einer von derzeit (Stand: August 2015) 34 Mitgliedsverbänden des Nationalen Olympischen Komitees. 1987 wurde man schließlich als Vollmitglied in die World Taekwondo Federation aufgenommen.
Unter anderem ist die Federación Uruguaya de Taekwondo Ausrichter der Copa Maestro Lee.